# Anatoli Dernowoi
Anatoli Grigorjewitsch Dernowoi (russisch Анатолий Григорьевич Дерновой; * 26. August 1951 in Karaganda, Kasachische SSR) ist ein kasachischer Arzt und Politiker.

## Leben
Anatoli Dernowoi wurde 1951 in Karaganda geboren. Er machte 1972 seinen Abschluss am Staatlichen Medizinischen Institut in seiner Heimatstadt Karaganda. 2001 erlangte er einen Doktortitel. Seit 2007 ist er Professor emeritus der damaligen Staatlichen Medizinischen Akademie Semei (inzwischen Medizinische Universität Semei).
Nach seinem Abschluss arbeitete er zunächst im medizinischen Bereich in der Oblast Taldy-Kurgan im Süden des Landes. Zwischen 1981 und 1987 war er im Regionalkomitee der Kommunistischen Partei Kasachstans aktiv und von 1987 bis 1988 war er stellvertretender Vorsitzender des Exekutivkomitees der Stadt Taldy-Kurgan. Anschließend war dann für das regionale Parteikomitee Taldy-Kurgan tätig und von 1989 bis 1991 war Dernowoi Ausbilder beim Regionalkomitee der Kommunistischen Partei in Alma-Ata. Nach der Unabhängigkeit Kasachstans arbeitete er zunächst im Gesundheitsbereich des Gebietes Almaty, bevor er 1994 stellvertretender Minister für Gesundheit wurde. In den folgenden zehn Jahren war er Leiter des medizinischen Zentrums der Verwaltungsabteilung des kasachischen Präsidenten. Am 20. September 2006 wurde er zum neuen Gesundheitsminister Kasachstans ernannt, nachdem sein Vorgänger Jerbolat Dossajew nach einem Skandal entlassen wurde. Dernowoi blieb bis November 2008 als Minister Mitglied der Regierung und wurde anschließend als Sekretär ins kasachische Umweltministerium versetzt. Diesen Posten behielt er bis August 2014.
Anatoli Dernowoi ist verheiratet mit Walentina Fridrichowna Dernowoja. Die beiden haben zwei gemeinsame Kinder.